# Pajarito Mesa (Nuevo México)
Pajarito Mesa es un lugar designado por el censo ubicado en el condado de Bernalillo en el estado estadounidense de Nuevo México. En el Censo de 2010 tenía una población de 579 habitantes y una densidad poblacional de 17,89 personas por km².

## Geografía
Pajarito Mesa se encuentra ubicado en las coordenadas 34°58′46″N 106°47′53″O / 34.97944, -106.79806. Según la Oficina del Censo de los Estados Unidos, Pajarito Mesa tiene una superficie total de 32.36 km², de la cual 32.36 km² corresponden a tierra firme y (0%) 0 km² es agua.

## Demografía
Según el censo de 2010, había 579 personas residiendo en Pajarito Mesa. La densidad de población era de 17,89 hab./km². De los 579 habitantes, Pajarito Mesa estaba compuesto por el 35.75% blancos, el 0.69% eran afroamericanos, el 2.59% eran amerindios, el 0% eran asiáticos, el 0% eran isleños del Pacífico, el 57.86% eran de otras razas y el 3.11% pertenecían a dos o más razas. Del total de la población el 93.44% eran hispanos o latinos de cualquier raza.